# Prawybory prezydenckie w Stanach Zjednoczonych
Prawybory prezydenckie w Stanach Zjednoczonych – tradycyjna procedura, zgodnie z którą od 1912 roku partie polityczne w Stanach Zjednoczonych wybierają swoich kandydatów w wyborach prezydenckich. Odbywają się na różnych zasadach, ale ich wspólną cechą jest to, że Amerykanie należący do danej partii w wybranych lub wszystkich stanach lub terytoriach głosują na preferowanych kandydatów w wyborach powszechnych. Prawybory pełnią funkcję konsultacyjną. Właściwy wybór kandydata odbywa się na konwencji partii i nie musi zgadzać się z wyborem dokonanym w prawyborach.

## Historia

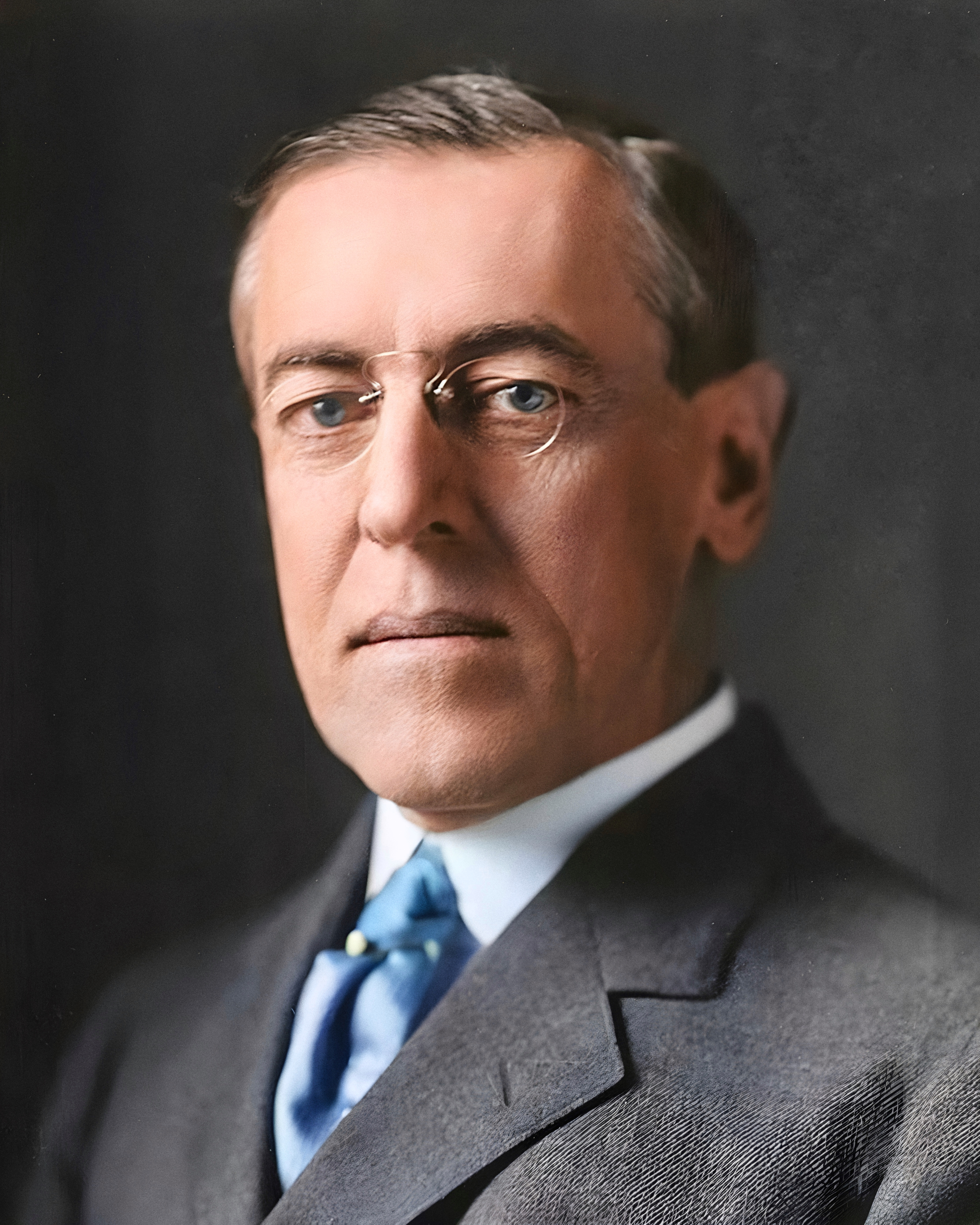
Woodrow Wilson, pierwszy kandydat na prezydenta wyłoniony w procedurze prawyborów

W Stanach Zjednoczonych od połowy XIX wieku funkcjonował de facto system dwupartyjny. Jedynymi partiami uznawanymi za istotne przez środki masowego przekazu były Partia Demokratyczna i Partia Republikańska. Przypadki, kiedy osoby niezwiązane z żadną z tych partii wygrywali w tym czasie wybory do Kongresu były rzadkie.
Do 1912 roku kandydatów Partii Demokratycznej i Partii Republikańskiej na prezydenta wskazywali liderzy partyjni. Na początku XX wieku coraz popularniejsze stawały się ruchy progresywne, dążące do licznych reform społecznych i politycznych. Stopniowo zaczęto wprowadzać system prawyborów w różnych stanach i na różnych szczeblach. Po raz pierwszy na Florydzie w 1901 roku użyto systemu prawyborów do wyznaczenia delegatów na konwencję Partii Demokratycznej. W kwietniu 1912 roku odbyły się pierwsze ogólnokrajowe prawybory prezydenckie. Głosowanie powszechne na kandydata partii zostało przeprowadzone w kilkunastu stanach zarówno w strukturach Partii Demokratycznej, jak i Partii Republikańskiej.
W 1912 roku Partia Demokratyczna przeprowadziła ogólnokrajowe prawybory, w których wygrał Woodrow Wilson i został on wyznaczony na partyjnego kandydata na prezydenta Stanów Zjednoczonych. Stał się on tym samym pierwszym kandydatem partii wybranym w prawyborach. W tym samym roku Partia Republikańska przeprowadziła prawybory, w których większość głosów powszechnych i większość przypisanych delegatów zdobył Theodore Roosevelt, jednak na konwencji delegaci zamiast niego wybrali Williama Tafta.

## Procedura
Prawybory odbywają się na różnych zasadach, chociaż cechą wspólną wszystkich rodzajów jest głosowanie powszechne na danym terytorium. Czasami system może się różnić w zależności od terytorium. Rezultatem prawyborów może być wybór delegatów, którzy na konwencie partii zagłosują na jednego z kandydatów.

### Wybór delegatów przypisanych do danego kandydata
Rezultatem głosowania może być wybór Pledged Delegates, czyli delegatów przypisanych do danego kandydata. Delegaci teoretycznie powinni być wierni kandydatowi, do którego zostali przypisani, ale nie zawsze wymagane jest, aby głosowali zgodnie ze swoim przypisaniem. Każdy ze stanów ma przypisaną liczbę delegatów, która zależna jest od wielkości i liczebności stanu. Istnieją metody wyboru delegatów.

#### Primaries

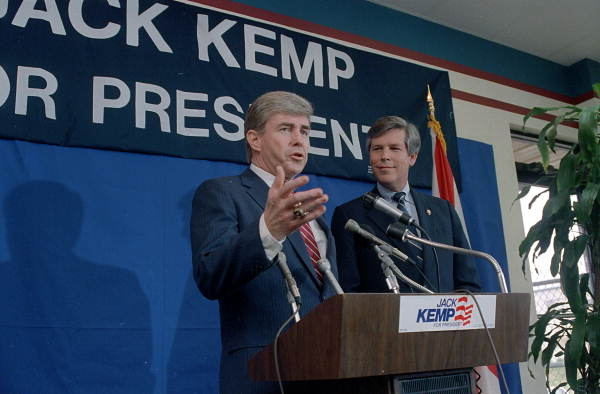
Jack Kemp prowadzący kampanię wyborczą przed prawyborami prezydenckimi Partii Republikańskiej w 1988 roku

W stanach lub terytoriach mogą odbyć się prawybory, w których obywatele głosują na preferowanego przez siebie kandydata. Istnieją różne sposoby wyboru przypisanych kandydatów:
- Prawybory Proporcjonalne (ordynacja proporcjonalna) – w tym systemie delegaci przydzielani są kandydatom proporcjonalnie, na podstawie procentowego udziału w ogólnym wyniku głosowania[10].
- Winner-Take-All (ordynacja nieproporcjonalna) – W tym systemie wszyscy dostępni delegaci są przyznawani kandydatowi, który zdobył najwięcej głosów[10].
- Prawybory Hybrydowe – Prawybory stosujące mieszane metody przydzielania delegatów[10]. Mogą one łączyć elementy systemu proporcjonalnego i większościowego, często z dodatkowymi warunkami, takimi jak minimalny próg głosów, który kandydat musi przekroczyć, aby otrzymać delegatów[10]. W niektórych przypadkach, system może przekształcić się z proporcjonalnego na większościowy, gdy kandydat uzyska określony procent głosów[10].

Oprócz tego takie prawybory mogą się różnić w zależności od tego kto jest dopuszczany do głosowania. Pod tym względem prawybory dzielą się na:
- Otwarte – udział mogą wziąć wszyscy zarejestrowani wyborcy, którzy w momencie głosowania w wyborach prezydenckich będą mieli ukończone 18 lat[8].
- Zamknięte – udział mogą wziąć tylko osoby zarejestrowane jako członkowie danej partii politycznej[8].

#### Caucuses

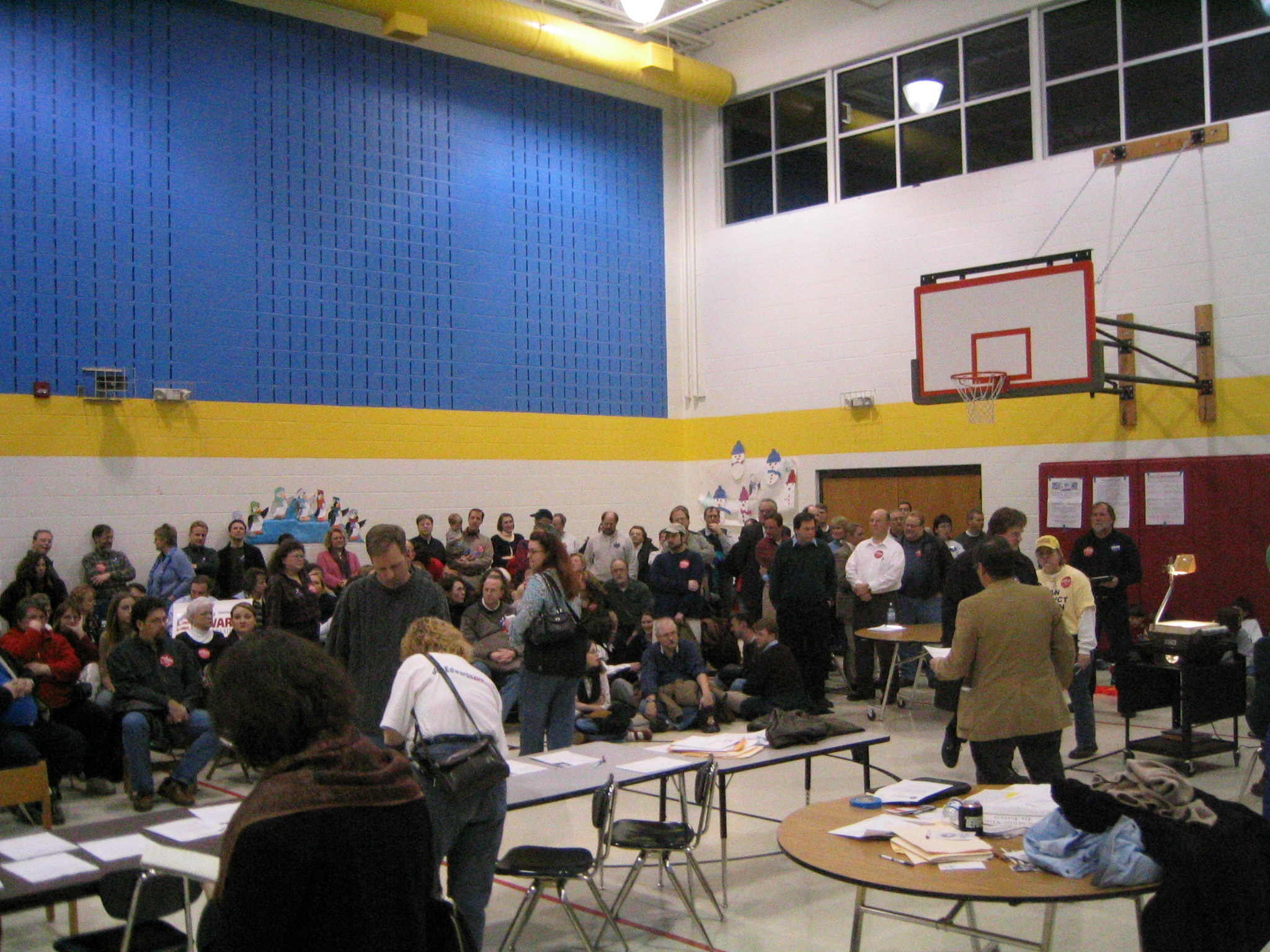
Caucuses Partii Demokratycznej w Iowa w 2004 roku

W stanach lub terytoriach mogą odbyć się organizowane przez partie lokalne spotkania zwane caucuses, w których udział biorą zarejestrowani wyborcy danej partii. Spotkania odbywają się w miejscach publicznych, a w ich trakcie przeprowadzana jest dyskusja pomiędzy zwolennikami poszczególnych kandydatów i głosowanie. W niektórych przypadkach wybór kandydatów odbywa się poprzez tajne głosowanie, jednak w innych uczestnicy dzielą się na jawne grupy zwolenników poszczególnych kandydatów. Osoby niezdecydowane tworzą osobną grupę. Każda grupa reprezentująca poszczególnych kandydatów stara się przekonać innych uczestników do dołączenia do swojej grupy. Ostatecznie, liczba delegatów jest przydzielona każdemu kandydatowi na podstawie liczby głosów otrzymanych na spotkaniu.

#### Jeden kandydat
Władze partii w danym stanie lub terytorium mogą zdecydować, że nie zorganizują prawyborów i odgórnie poprzeć wybranego kandydata. Najczęściej dzieje się tak w przypadku, gdy aktualnie prezydentem jest osoba z danej partii i ubiega się ona o reelekcję. Władze partii mogą zrealizować swoją deklarację na przykład realizując prawybory w normalnym trybie, ale na liście kandydatów umieszczając tylko jedno nazwisko.

### Superdelegaci
Określenie superdelegat nigdy nie było oficjalnie używane przez jakąkolwiek partię, ale w mediach jest popularnym określeniem na tak zwanych Unpledged Delegates, czyli delegatów nieprzypisanych do żadnego kandydata. Superdelegaci są wyznaczani na konwencję partii w celu oddania głosu na kandydata, ale w przeciwieństwie do zwykłych delegatów, nie są wybierani w prawyborach, a ich status wynika ze stanowiska pełnionego w danej chwili lub w przeszłości.

### Prawybory niewiążące
W stanach lub terytoriach mogą odbyć się prawybory, które są niewiążące. Rezultatem takich prawyborów nie jest wybór delegatów, a delegaci wybierający kandydata na konwencji partyjnej nie muszą się sugerować wynikiem prawyborów. Takie prawybory organizowała na przykład Partia Libertariańska.